# Ditassa ciliata
Ditassa ciliata är en oleanderväxtart som först beskrevs av Harold Norman Moldenke, och fick sitt nu gällande namn av G. Morillo. Ditassa ciliata ingår i släktet Ditassa och familjen oleanderväxter. Inga underarter finns listade i Catalogue of Life.